# Carola Häggkvist
Carola Maria Häggkvist (profesně známá jako Carola; * 8. září 1966 ve Stockholm), je švédská zpěvačka a skladatelka.
Během své více než třicetileté kariéry se zařadila mezi nejpopulárnější umělce ve Švédsku. Deset z jejích alb obsadilo první příčku hitparády, s řadou dalších obsadila umístění v nejlepší desítce. Její nahrávky se dobře prodávají také v ostatních zemích severní Evropy.
V roce 1991 zvítězila na Eurovision Song Contest v Římě s písní „Fångad av en stormvind“. Na soutěži dále obsadila v roce 1983 třetí místo s písní „Främling“ a v roce 2006 páté místo s písní „Invincible“. Právě účast na Eurovizi po vítězství v národním kole Melodifestivalen 1983 nastartovala její úspěšnou kariéru, během níž spolupracovala mimo jiné s britskou kapelou Bee Gees či italským tenoristou Andreou Bocellim.

## Kariéra
Carola Häggkvist se narodila ve Stockholmu a vyrostla v jeho jižní části Norsborg. Již od dětství se účastnila řady pěveckých soutěží pro mladé, v deseti letech začala docházet na hodiny zpěvu a později studovala na hudebně zaměřené škole Adolfa Fredrika. V roce 1977 zvítězila na soutěži Barnens Dags Talangtävling - New faces a tentýž rok vystoupila v televizním pořadu Sveriges Magasin.
Na přelomu desetiletí vystupovala s rockovou formací Standby. Několik jejich nahrávek se v roce 1981 objevilo na kompilaci mladých kapel Vågrätt Samliv. Mladá zpěvačka se objevila v několika pořadech jako Nygammalt, Evert Taube i Våra Hjärtan a Hylands Hörna. Poprvé také dostala nabídku na účast v soutěži Melodifestivalen, jejíž vítěz následně reprezentuje Švédsko na Eurovision Song Contest, ale odmítla.

### 1980 - 1999: Melodifestivalen 1983 a Eurovize

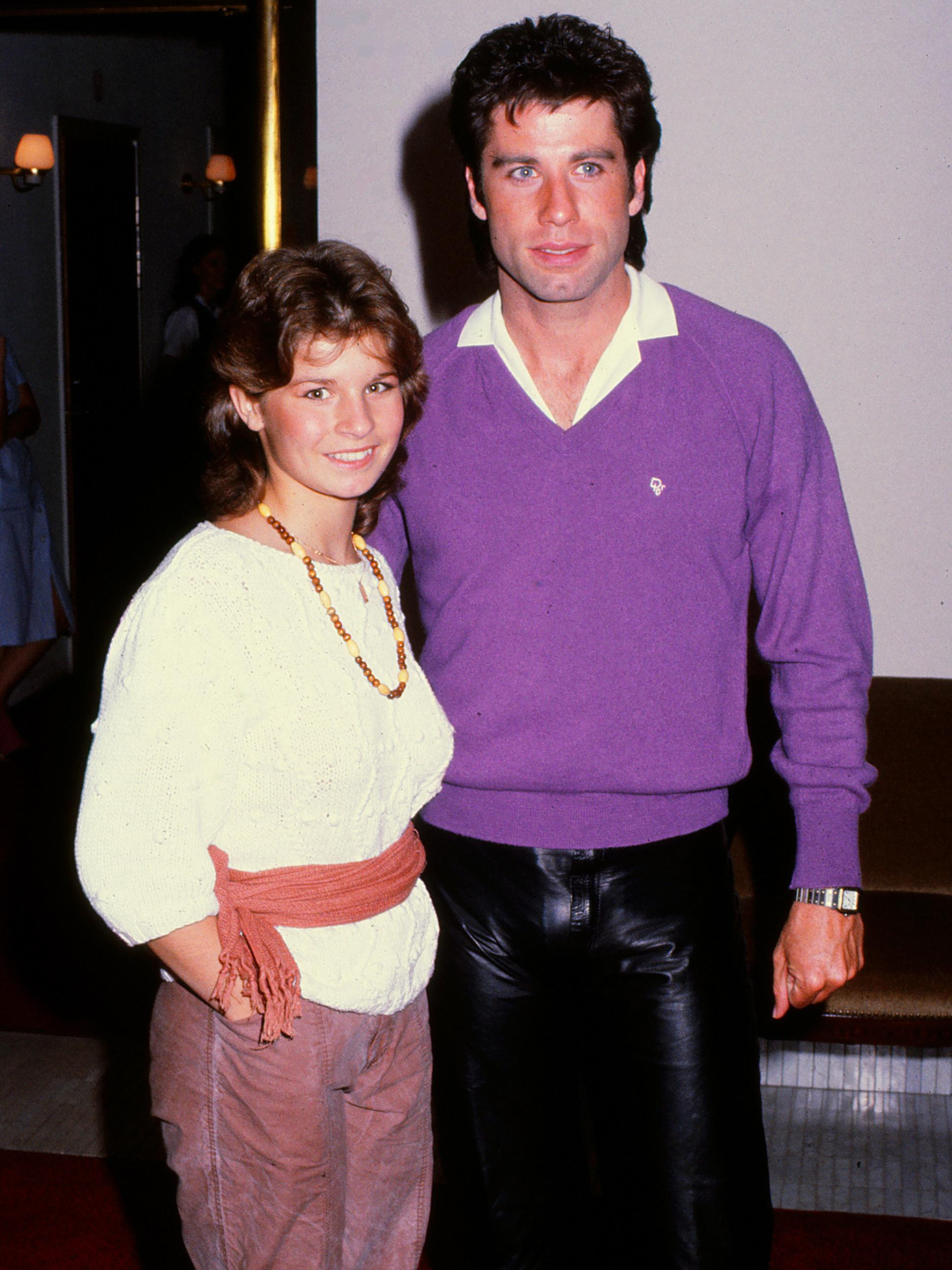
Carola a John Travolta (1983)

Zásadní zlom v kariéře Caroly přišel s rokem 1983, kdy přijala pozvání na 22. ročník Melodifestivalenu. Ve věku šestnácti let zvítězila s písní „Främling“, přičmež obdržela nejvyšší známku od všech jedenácti odborných porot a získala dvakrát více bodů, než druhá Kikki Danielsson, které byla vítězná skladba původně nabídnuta. Carola se v krátké době stala miláčkem Švédů. Debutové desky, nazvané podle vítězného singlu, se prodalo přes milion kopií a dodnes patří mezi nejpopulárnější nahrávky. Krátce po vítězství zpěvačka navštěvovala hudební školu Södra Latin a na mezinárodním finále Eurovize v Mnichově také pokořila rekord – přímý přenos sledovaly tři čtvrtiny švédské populace (zhruba šest milionů diváků). I přesto, že v prvních sekundách písně zpěvačce nefungoval mikrofon, Švédsko obsadilo třetí místo se ziskem 126 bodů (k vítězství chybělo pouhých 17) – píseň „Främling“ bodově neohodnotila pouze porota vítězného Lucemburska, zatímco nejvyšší dvanáctibodové ohodnocení obdržela z Německa a Norska. Následně si píseň dobře vedla v evropských hitparádách, zpěvačka ostatně pro mezinárodní distribuci nahrála i anglickou, německou a nizozemskou verzi.
Během dvou let vydala několik alb, která si vedla velmi dobře v prodejích (přes čtvrt druhého milionu kopií) a hitparádách ve Švédsku a Norsku. Velkého úspěchu se dostalo především singlu „Tommy tycker om mig“. V té době si stále nezletilá Carola pokoušela budovat kariéru v Japonsku, kde bylo v roce 1984 vydáno několik singlů. Ve zbytku Evropy, v Kanadě či v USA, kam byly její nahrávky také distribuovány, se setkala s dílčími úspěchy. Následně v domácím Švédsku podnikla turné.
Počátkem roku 1986 odcestovala do Spojených států, kde se setkala s bratry Gibbovými ze skupiny Bee Gees. Právě oni stáli za písněmi na Carolině novém albu Runaway, které produkoval nejmladší Maurice. Album se dočkalo úspěchu a čtvrt milionu prodaných kopií, nicméně zpěvačka následně po jediném singlu v roce 1987 téměř zmizela z médií – pouze absolvovala turné s církevním sborem a vystoupila v několika pořadech. Během pauzy se zasnoubila a odjela studovat do Texasu. Návrat na pódia jí čekal o nedlouho později opět prostřednictvím Melodifestivalenu.

### 1990-1999: Comeback a vítězství na Eurovizi
V roce 1990 se Carola podruhé účastnila Melodifestivalenu, kde s písní „Mitt i ett äventyr“ obsadila druhé místo za skupinou Edin-Ådahl. Nové zpěvaččino album Much More se dočkalo ocenění zlaté desky, a o rok později Carola při třetí účasti v Melodifestivalenu podruhé zvítězila. Soutěžní píseň „Fångad av en stormvind“ byla před Eurovizí v Římě jedním z horkých favoritů na vítězství. Na konci hlasování skončily dvě zpěvačky na prvním místě se shodným počtem bodů - Carola za Švédsko a Amina, zástupkyně Francie. Díky pravidlu ohledně remízy, která byla v soutěži zavedena o několik let dříve po podobném výsledku, byla vítězkou vyhlášena Carola - obě soutěžící obdržely shodný počet nejvyšších dvanáctibodových ohodnocení (čtyři), nicméně Amina získala pouze dvě známky desetibodové oproti Caroliným pěti. Se ziskem 146 bodů se tak Carola stala třetí švédskou vítězkou Eurovize po skupinách ABBA a Herreys. Mimo Švédska a Norska si píseň „Fångad av en stormvind“ dobře vedla například v Rakousku.
Po soutěži se zpěvačka vydala na dlouhé evropské turné, vydala novou mezinárodní verzi alba Much More a také kompilaci Carola Hits. Jako první švédská interpretka vystoupila v Číně – v tamější televizi se objevila na Nový rok. V roce 1992 zde také vydala album. Gospelovou nahrávku „My Tribute“ vydala mezinárodně a v Nizozemsku za ni obdržela zvláštní ocenění. Nástupce desky z roku 1994, Personligt, sice v žebříčcích obsadilo až čtrnácté místo, bylo však významné z jiného důvodu – na skládání písní se zpěvačka poprvé osobně podílela.
Druhá polovina devadesátých let pro ni skýtala mnoho dalších životních úspěchů – debutovala jako moderátorka ve vlastním pořadu Myck'e Nöje med Carola, a jako muzikálová herečka v několika produkcích – za hlavní roli v muzikálu Sound of Music, k němuž vydala také soundtrack, byla oceněna významnou Zlatou maskou. Ke konci roku 1996 vydala kompilaci Carola Hits 2, o rok později následovala další, The Best of Carola. Rok 1998 se nesl ve znamení kratší pauzy, kdy se zpěvačka věnovala nově narozenému synovi. Stihla však pro švédské publikum namluvit jednu z postav v americkém animovaném filmu Princ egyptský. Na podzim nahrála album duchovních písní Blott en dag s velkým úspěchem ve Švédsku a Norsku, a o Vánocích podnikla turné, které navštívilo 100 tisíc diváků. Ke konci roku 1999 bylo vydáno velmi oceňované vánoční album Jul i Betlehem, které dobylo žebříčky; během prvního měsíce se prodalo 300 tisíc kusů, v celé severní Evropě to bylo dokonce 600 tisíc.

### 2000 - 2009: Potřetí na Eurovizi

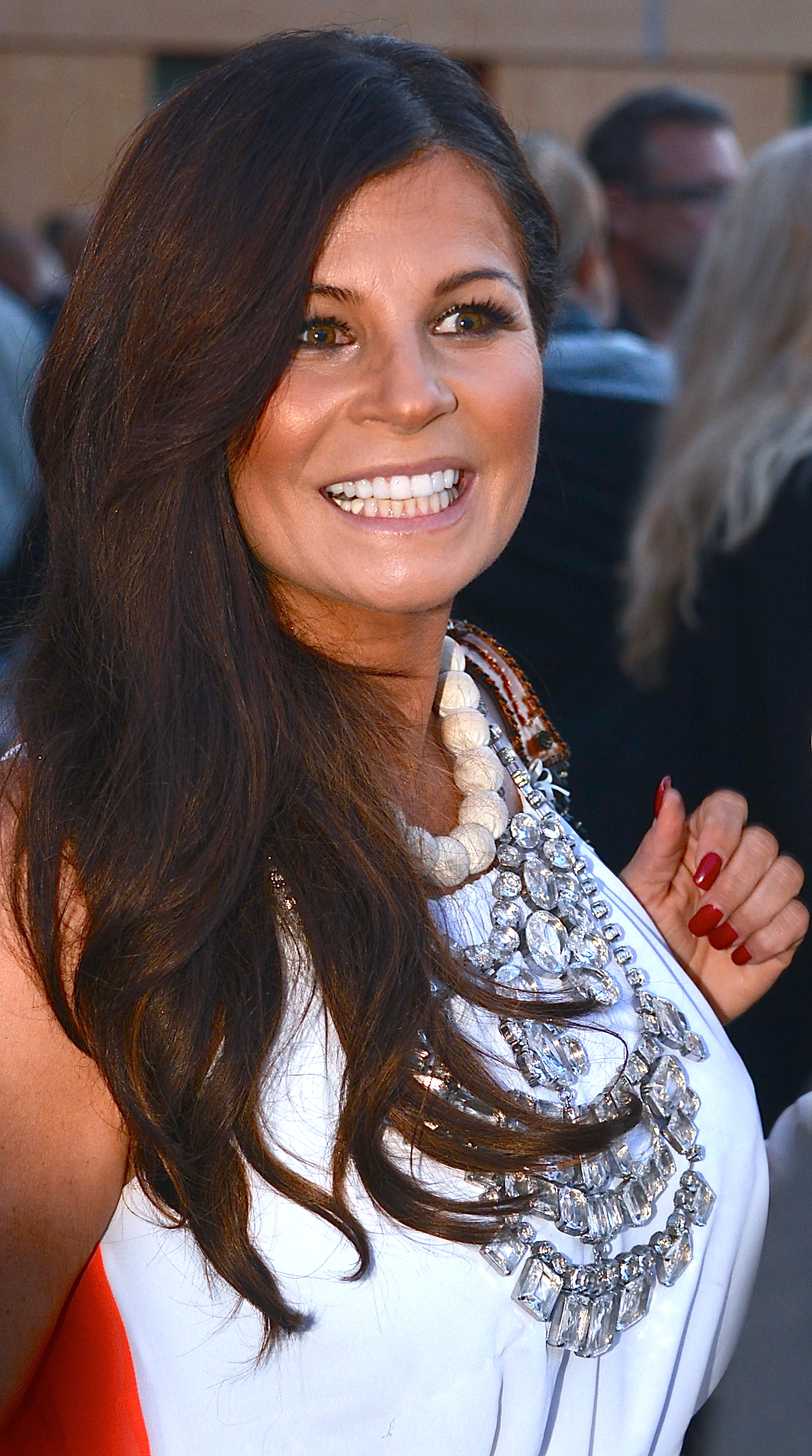
Carola (květen 2013)

V prvních třech letech nového tisíciletí vydala nová alba především ve znamení duchovní hudby. V roce 2003 připravovala coby autorka textu balady „När löven faller“ účast v Melodifestivalenu, sama ji však nechtěla interpretovat, což pravidla vyloučila. V soutěži se nakonec objevila jako moderátorka jednoho ze semifinálových kol.
V roce 2004 se Carola po nenadálé smrti obou svých rodičů zaměřila opět na duchovní písně při nahrávání alb Credo a Störst av allt.
Potřetí získala právo reprezentovat Švédsko na Eurovizi po strhujícím vítězství na Melodifestivalenu 2006. Píseň „Evighet“, která byla později představena v anglické verzi „Invincible“, v národním kole získala přes 437 tisíc hlasů. Triumf zpěvačky navíc sledovaly čtyři a čtvrt milionu diváků, nejvíce v historii soutěže. Před mezinárodním kolem Eurovize v Athénách v květnu Carola absolvovala turné po Evropě. V odhadech bookmakerů patřila k největším favoritům na vítězství vedle domácího Řecka, ruského zpěváka Dimy Bilana a belgické zástupkyně Kate Ryan.
Po úspěšném postupu ze semifinálového kola Švédsko ve finále obsadilo 20. května páté místo se ziskem 170 bodů (tehdy národní rekord). Nejvyšší známky (po deseti bodech) „Invincible“ obdrželo z Albánie, Dánska a Norska.
Po návratu z Athén se Carola vydala na letní turné po Švédsku, v druhé polovině roku však především odpočívala po náročném vystupování. V říjnu si ovšem v televizním pořadu zazpívala s italským zpěvákem Andreou Bocellim a v prosinci podnikla několik vystoupení v severní Evropě.
Následující rok obdržela čestné vyznamenání Hans Majestät Konungens medalj z rukou švédského krále Karla, vystoupila na narozeninové oslavě princezny Viktorie v duetu s Månsem Zelmerlöwem, a koncem roku znovu dobyla vrchol hitparády s novým albem I denna natt blir världen ny - Jul i Betlehem II. Usedla také do poroty pěvecké soutěže Idol.
Spolu s Andreasem Johnsonem se počátkem roku 2008 opět účastnila Melodifestivalenu. Duo Johnson & Häggkvist, které již v lednu vydalo singl „Lucky Star“, bylo v médiích propráno ze všech stran, nicméně soutěžní píseň „One Love“ nepostoupila z kola Druhé šance. Při příležitosti pětadvacátého výročí vítězství v Melodifestivalenu 1983 vydala kompilaci Främling 25 år.
V roce 2009 vystoupila v Moskvě na zahajovacím ceremoniálu Eurovize 2009. V létě s vítězem soutěže Alexandrem Rybakem vystoupila na norském festivalu Allsang på Grensen. Vydala také anglickou verzi dřívějších alb, Christmas In Bethlehem.

### 2010 - 2013: Třicáté výročí
Album coververzí písní Elvise Presleyho a Barbry Streisand Elvis, Barbra & Jag vyšlo v březnu 2011. Obsadilo první příčku žebříčku.
Carola vystoupila s novou verzí singlu „Främling“ ve finále Melodifestivalen 2013. Mihla se také v přímém přenosu Eurovize 2013.

## Osobní život a kontroverze
V roce 1987 se Carola seznámila s mladým norským kazatelem Runarem Søgaardem, za něhož se o tři roky později provdala. V lednu 1998 se páru narodil syn Amadeus. V roce 2000 dvojice oznámila odloučení. Nedlouho poté se rozvedli. Oba rodiče Caroly zemřeli v roce 2004.
Velmi diskutovaným tématem ve švédských médiích je po celou kariéru Caroly její víra: od mládí je silně věřící, často byla úzce spojována s církví Livets Ord. Tu opustila v roce 1995, s jejími představiteli však zůstala v kontaktu.
Silné kontroverze vyvolala v roce 2001 svými výroky o homosexualitě. V gay magazínu QX prohlásila, že „přestože [jsem] se během let stala tolerantnější, homosexualita [pro mě] vždy zůstane něčím nepřirozeným.“ Také v médiu řekla, že zná věřící, kteří byli homosexuály a „vyléčili“ se díky modlitbám. Zdůraznila však, že nepovažuje homosexualitu za nemoc a s gayi nemá žádný problém. Liberálními švédskými médii značně propírané výroky posléze zmírnila omluvou v televizním pořadu, kde prohlásila, že nikdy nebude rozumět všemu a nečiní mezi lidmi rozdíly. V roce 2006 toto téma znovu otevřeli novináři na tiskových konferencích Melodifestivalenu a Eurovize, zpěvačka však nechtěla odpovědět. Později potvrdila, že je v této otázce zcela tolerantní a obvinila média za dezinterpretaci jejích slov. Homosexuální umělec Rickard Engfors, který s Carolou dlouhodobě spolupracuje, navíc na její obranu prohlásil, že „Carola nemá s gayi problém. Kdyby ho měla, nemohl bych s ní pracovat. Je to skvělá bytost.“
V roce 2008 Carola dle svých slov pozvala zástupce magazínu QX na koncert k oslavě výročí své kariéry, ale odmítli. „Miluji všechny lidi. Miluji gaye. A cítím, že mnoho z nich mě také miluje.“
V roce 2013 podpořila gay komunitu vystoupením na festivalu Stockholm Pride.
V dubnu 2012 adoptovala tříletou jihoafrickou holčičku Zoe. Žije na předměstí Stockholmu.

## Styl

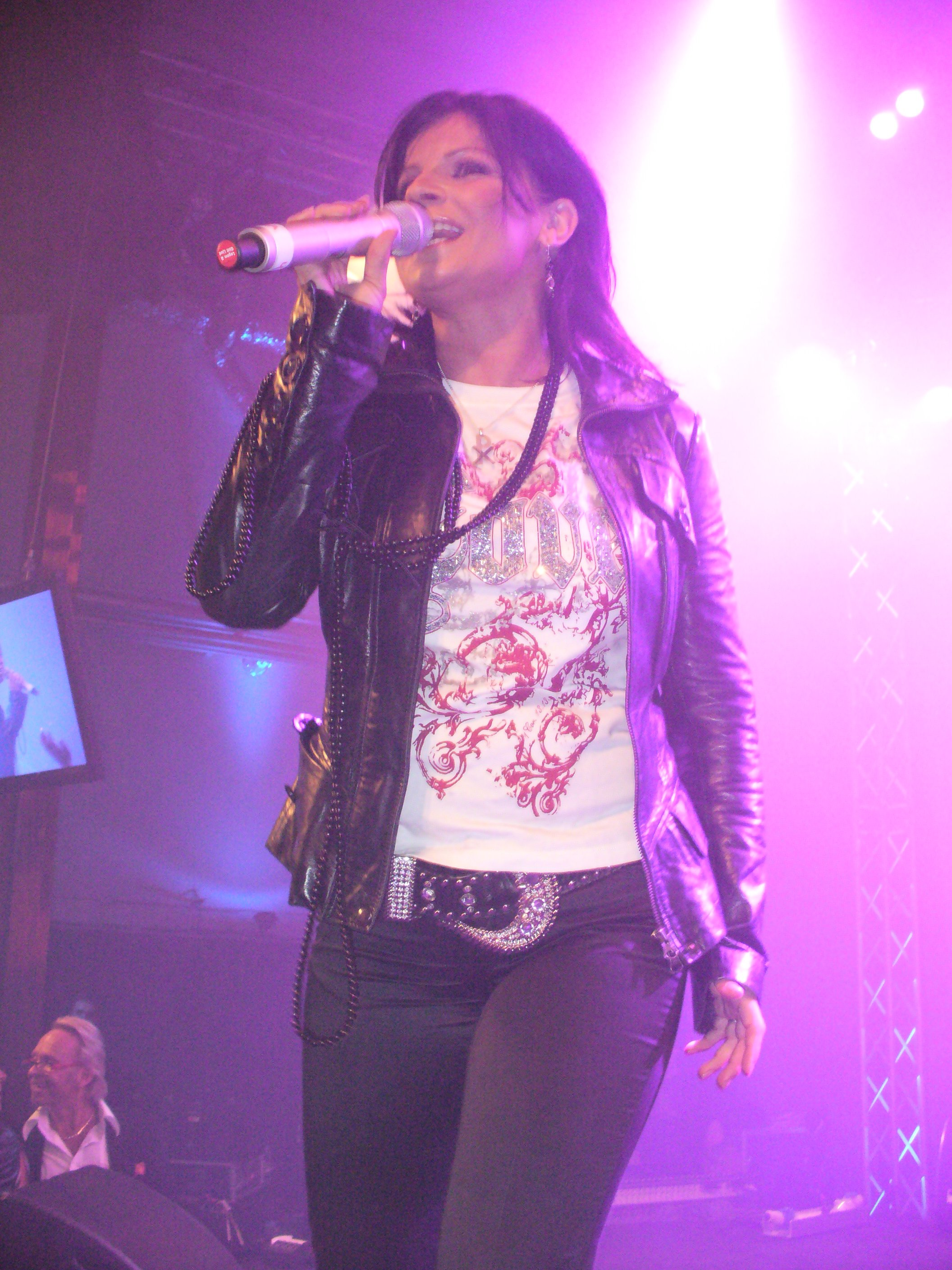
Carola (2006

Carola již v uměleckých počátcích disponovala charakteristickým silným hlasem, který v průběhu její kariéry vyzrával. Hudební kritici oceňují především její působivé vibrato a vysoké tóny. Krátce po nahrávání písně Elvise Presleyho „If I Can Dream“, s níž před mnoha lety uspěla v hudební soutěži, v roce 2003 prohlásila, že dvacetiletá kariéra se na vývoji jejího hlasu znatelně podepsala a „nyní si troufám být ve výškách více dramatická“.
Během přenosů Melodifestivalenu 2006 vzbudila ve švédských médiích rozruch, neboť její hlasový výkon v písni „Evighet“ byl značně omezený kvůli nemoci.
Skupina Standby, kterou doprovázela do roku 1983, se orientovala především na hard rock. Ten ve zpěvaččině repertoáru v počátcích sólové kariéry vystřídal nenáročný pop. Všechny tři písně v Eurovizi, které Carola interpretovala, včetně vítězné „Fångad av en stormvind“, jsou klasifikovány jako schlager, podžánr populární hudby, který se vyznačuje především líbivou melodií. Styl zpěvačky se v pozdějších letech vyvíjel – od počátku devadesátých let byly její desky z hlediska žánru bohatší, zazníval na nich gospel, rock, folk i soul.

## Diskografie

### Studiová alba
Alba se skupinou Standby:
- Vågrätt Samliv (1981)
- Standby with Carola Häggkvist (1983)

Sólová alba
- Främling (1983)
- Steg för steg (1984)
- På egna ben (1984)
- Runaway (1986)
- Much More (1990)
- Jul (1991)
- My Tribute (1993)
- Personligt (1994)
- Blott en dag (1998)
- Jul i Betlehem (1999)
- Sov på min arm (2001)
- My Show (2001)
- Credo (2004)
- Störst av allt (2005)
- Från nu till evighet (2006)
- I denna natt blir världen ny - Jul i Betlehem II (2007)
- Christmas in Bethlehem (2009)
- Elvis Barbra och Jag (2011)

### Kompilace
- Carola Hits (1991)
- Carola Hits 2 (1996)
- Best of Carola (1997)
- 18 bästa (2004)
- Främling 25 år (2008)

### Jiná
- Julefrid med Carola (1983) (vánoční EP)
- Live I Rättviks kyrka (1987) (live album)
- Sound of Music (& Tommy Körberg) (1995) (soundtrack ke stejnojmennému muzikálu)